# コロッセオ (テレビ番組)
『コロッセオ』は、2000年6月28日から2001年3月まで日本テレビで放送されたプロレス情報番組。
全日本プロレスの選手集団移籍騒動を受けて『全日本プロレス中継』が2000年6月21日をもって打ち切られたことから、それに代わるプロレス番組として放送された。
番組名の由来は、イタリアの旧跡コロッセオから。

## 概要
50以上のプロレス団体が乱立し、インディープロレスが新たな時代を築こうとしていた時代から、スポーツニュースがあるならプロレスニュースやプロレスワイドショーがあってもいいではないかと企画された番組で、プロレスというジャンルならメジャー、インディー、女子プロレス関係なく、その週に起きた試合や出来事を紹介する。
試合は、日本テレビに取材拒否を通告した全日本プロレスと、テレビ朝日が地上波放映権を保有している新日本プロレス、フジテレビが地上波放映権を保有していた全日本女子プロレスを除く各団体の試合が放送され、注目の試合の実況も放送された。
全日本プロレスから離脱したメンバーで設立した新団体・プロレスリング・ノアの動きを逐次追い続け、選手に対するインタビューも放送した。第1回では三沢光晴に全日本を離脱した真意に迫った。8月9日放送で旗揚げ戦の模様が放送され、以降も毎回ノアの最新試合がダイジェスト放送された。
CSテレビ放送（スカパー!・CATVなど）の普及率が現在ほど高くない時期において、大日本プロレスや闘龍門、FMW、DDT、女子プロレスのGAEA JAPAN、果ては、屋台村プロレスから埼玉プロレスに至るまで、それまで脚光を浴びる機会の少なかった団体を地上波で紹介し、知名度を向上させた。
特に冬木弘道は全日本プロレス離脱以来10年ぶりとなる日本テレビの取材を歓迎し、司会の掛布雅之が欠席した際には冬木が番組の司会も行った。
2001年4月の『プロレスリング・ノア中継』発足・開始に伴い、3月をもって発展的終了となった。

## 出演者
- メインキャスター
  - 掛布雅之（当時日本テレビ野球解説者）
- アシスタント
  - 初代：町亞聖（当時日本テレビアナウンサー。報道局異動と同時に降板）
  - 2代目：河本香織（当時日本テレビアナウンサー）
  - 謎の覆面アナ：柴田倫世（当時日本テレビアナウンサー）

## スタッフ
- 構成：藤原琢也
- ディレクター：仁平円、網谷修、池上直樹
- 演出：橋本敦
- プロデューサー：今泉富夫
- 制作協力：日本テレビビデオ
- 製作著作：日本テレビ